# Antonio Percassi
Antonio Percassi (Clusone, 9 giugno 1953) è un dirigente sportivo, imprenditore ed ex calciatore italiano, di ruolo difensore, presidente dell'Atalanta.
È a capo della holding Odissea Srl, di cui fanno parte marchi propri (nella cosmetica KIKO, Madina, Womo e Bullfrog, nelle calzature Vergelio), una serie di centri commerciali e la succitata società calcistica Atalanta. Si occupa anche della gestione e dello sviluppo delle reti di vendita di grandi marchi internazionali (LEGO, Starbucks, Victoria's Secret, Nike, Gucci).
Al 2020 occupa il 36º posto della lista delle persone più ricche d'Italia secondo Forbes, con un patrimonio di 1 miliardo di dollari.
Il 29 marzo 2022 a Percassi viene conferita la Laurea honoris causa in “Marketing, consumi e comunicazione” dall'Università IULM di Milano.

## Biografia

### Giocatore

Percassi calciatore dell'Atalanta negli anni 1970

Difensore arcigno, dotato di buon fisico, cresce tra le file dell'Atalanta, con la quale debutta non ancora diciottenne nel campionato di Serie B. Dall'anno successivo non trova spazio, tanto da ritardare alla stagione 1972-73 il suo debutto in Serie A. Diventato un pilastro della difesa, disputa ben sette stagioni con la casacca neroazzurra, fino al trasferimento al Cesena, quando la società neroazzurra è costretta a effettuare lo scambio per poter riacquistare Ezio Bertuzzo, capocannoniere della squadra bergamasca nella stagione precedente e ceduto al Cesena pochi mesi prima. Con la squadra bianconera gioca due partite di campionato, per poi concludere la carriera calcistica all'età di 25 anni e dedicarsi a tempo pieno all'attività imprenditoriale.

### Dirigente sportivo
Dopo la morte del presidente Cesare Bortolotti, nella stagione 1990-91, assume la presidenza dell'Atalanta, società in cui aveva a lungo militato. La sua strategia si basa sul largo uso di strategie di marketing, sull'immagine e sul rapporto con i tifosi, investendo molto sia nella campagna acquisti ma anche (e soprattutto) nel settore giovanile, rivitalizzato con l'arrivo dal Como di Mino Favini. Si dimette durante la stagione 1993-94, a causa di un campionato disastroso che porta la squadra neroazzurra in Serie B: al suo posto subentra Ivan Ruggeri. Torna a capo della società orobica il 4 giugno 2010 subentrando ad Alessandro Ruggeri, figlio di Ivan. Nella stagione 2010-2011 l’Atalanta vince il campionato di Serie B ritornando in massima serie.
Dopo aver ottenuto una serie di tranquille salvezze negli anni a seguire, nel 2016-2017 la squadra allenata da Gian Piero Gasperini arriva quarta, qualificandosi per l’Europa League venendo poi eliminata ai sedicesimi di finale dal Borussia Dortmund; in estate Percassi comprava dal Comune lo stadio. Dopo essere arrivata settima l’anno seguente qualificandosi ancora per l’Europa League (questa volta uscirà ai play-off per mano del Copenhagen), l’Atalanta fa il grande salto nel 2018-2019 poiché si qualifica per la Champions League essendo arrivata terza, posizione confermata nei due anni seguenti. In Champions la squadra arriva fino ai quarti di finale nel 2019-2020 venendo eliminata dal PSG, nel 2020-2021 arriva agli ottavi venendo eliminata dal Real Madrid e nel 2021-2022 esce ai gironi. Da segnalare ci sono anche tre finali di Coppa Italia perse nel 2018-2019, nel 2020-2021 e nel 2023-2024 contro Lazio e Juventus. Sempre nella stagione 2023-2024 la sua Atalanta vince la UEFA Europa League.
Nel febbraio del 2022 Percassi vende la maggioranza del club a una cordata di imprenditori statunitensi capitanata da Stephen Pagliuca, Managing Partner e Co-owner dei Boston Celtics, oltre che Co-chairman di Bain Capital, uno dei principali fondi di investimento al mondo; Antonio e Luca Percassi continueranno a ricoprire la carica rispettivamente di Presidente e Amministratore Delegato mentre Pagliuca verrà nominato Co-chairman.
Indagato dal 2016 insieme al figlio e altri dirigenti con l'accusa di evasione fiscale e false fatturazioni riguardo la compravendita di alcuni giocatori, nel novembre del 2022 i PM chiedono l'assoluzione per i Percassi, richiesta che viene accolta dal Tribunale di Napoli nel marzo del 2023.

### Imprenditore

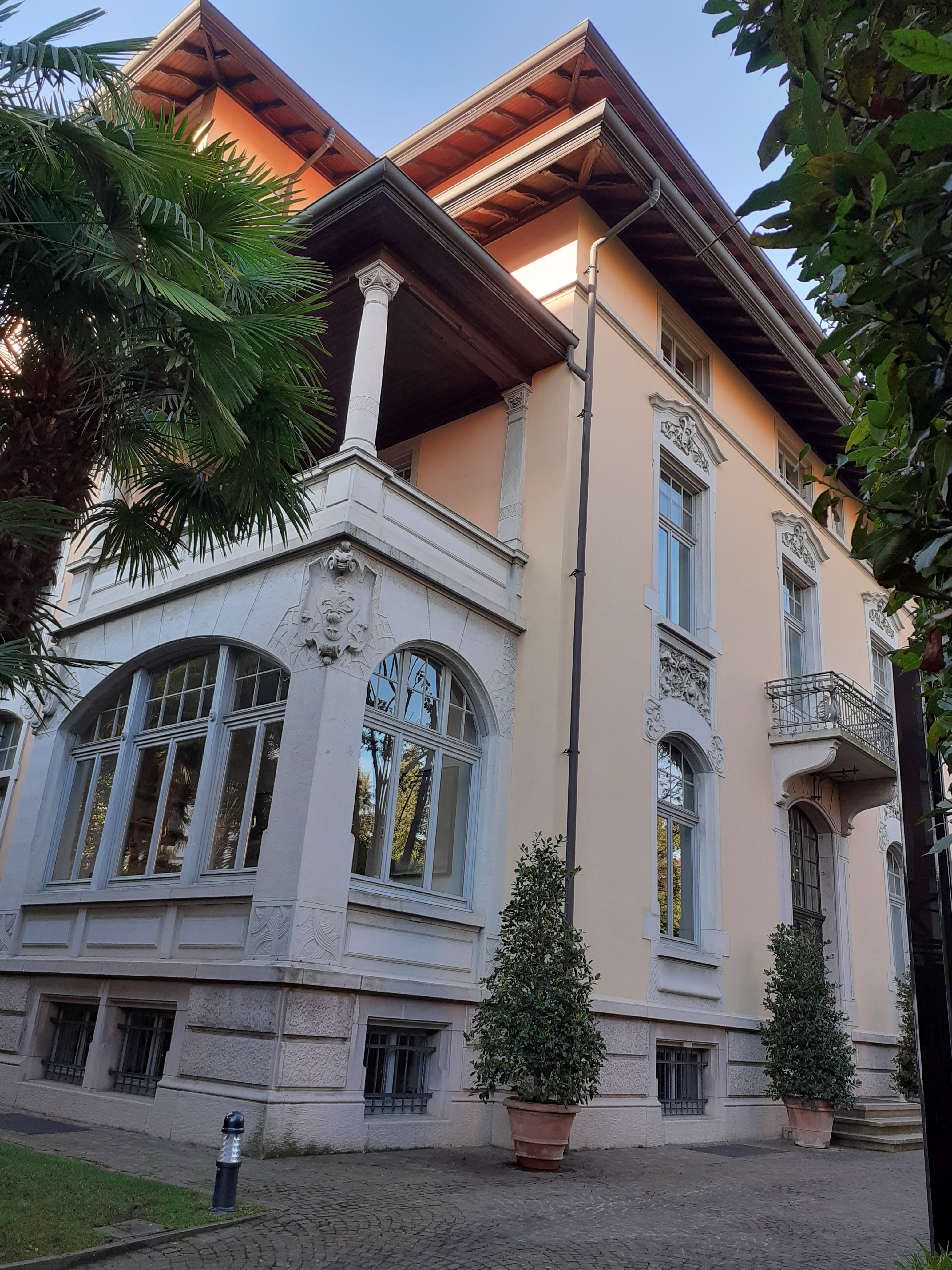
Villa Schubiger (1905-1910), residenza di Percassi e sede di Kiko

Nel 1976 inizia la sua attività imprenditoriale nel ramo immobiliare, attività affiancata quando, conosciuto Luciano Benetton e abbandonata la maglia del Cesena, apre a Bergamo i primi negozi monomarca del gruppo Benetton. Negli anni apre poi in Italia e all'estero negozi United Colors, Zerododici, Sisley, Playlife. Nel 2001, grazie alla joint venture con Amancio Ortega, presidente del gruppo tessile Inditex, Percassi apre i primi negozi Zara sul territorio italiano.
Partecipa quindi allo sviluppo della rete di vendita di vari marchi (Nike, Levi's, Gucci, Tommy Hilfiger, Ferrari, Ralph Lauren, Victoria's Secret), nel 1997 decide di puntare anche su marchi propri dando vita nella cosmetica a Kiko Milano, nel 2007 realizza anche una partnership al 50% con Flavio Briatore per il marchio di abbigliamento Billionaire Italian Couture, linea sartoriale di lusso. Nel 2012 rileva un'azienda storica milanese nel mondo della cosmetica femminile, Madina, e in seguito anche linee uomo con Womo e Bullfrog. Il 18 gennaio 2013 cede ai fratelli Santo e Rino ed al nipote Francesco tutte le sue quote azionarie nel settore immobiliare della famiglia, ottenendo in cambio l'intera proprietà di altre holding del Gruppo Percassi.
Nel 2014 acquisisce il 3,9% di Alitalia. Nel dicembre dello stesso anno ottiene da un gruppo di banche un finanziamento di 152 milioni di euro per sostenere lo sviluppo di Kiko (sotto la guida di uno dei figli, Stefano, i punti vendita raggiungono nel 2016 quota 990). Nel marzo 2015 rileva le calzature Vergelio di Milano con una rete di 11 negozi.
Nel 2016 diversifica anche in altri sport, comprando dal fallimento il complesso immobiliare del campo di golf a 9 buche "Ai colli di Bergamo" di Longuelo. Ottiene un contratto in esclusiva con la LEGO per l'apertura di negozi Lego in Italia (una dozzina in due anni), chiude la rete di vendita dedicata a Ralph Lauren e Ferrari mentre amplia il network dedicato ai marchi Victoria's Secret e Bath & Body Works e cede la maggioranza di Billionaire Italian Couture a Philipp Plein, entra anche nel settore della ristorazione: ottiene di essere licenziatario unico in Italia di Starbucks, realizza una partnership con la giapponese Wagamama nella ristorazione e distribuisce i marchi Piadineria e Caio oltre al marchio Da30Polenta.
Nel 2017, dopo avere aperto in marzo Torino Outlet Village a Settimo Torinese, il volume d'affari delle sue attività è stimato superiore agli 800 milioni di euro. Viene anche ridisegnato il gruppo che fa capo alla holding Odissea:
- Percassi Cosmetics - gestisce i marchi propri Kiko Milano (con 950 negozi monomarca distribuiti in Europa, Usa, Turchia), Madina (storica azienda milanese nata nel 1993 e acquisita nel 2012), Womo, Bullfrog (si ispira al barbiere tradizionale).
- Percassi Food & Beverage - gestisce Da30Polenta (il primo negozio dedicato alla polenta è aperto nel maggio 2014 all'interno di Oriocenter), Wagamama (ristorazione, il primo ristorante aperto nel 2016), Starbucks Coffee (Percassi è il proprietario e il gestore del primo negozio italiano aperto nel centro di Milano alla fine del 2018), Casa Maioli (partnership per l'apertura di una serie di piadinerie, la prima nel febbraio 2017 all'interno dell'Oriocenter).
- Percassi Retail - gestisce in franchising tre boutique Gucci (a Palermo, Bari, Torino), 18 negozi Nike (il primo nel 2012), i negozi Lego (il primo nell'estate 2016 nell'Oriocenter), la rete di vendita in Italia di Victoria's Secret (lingerie e prodotti beauty), i negozi Vergelio (calzature) con insegne Vergelio, Marilena e Vierre.
- Percassi Real Estate - gestisce il centro commerciale Oriocenter a Orio al Serio, Antegnate Shopping Center (100 negozi e un ipermercato a Bergamo), Franciacorta Outlet Village (alle porte di Brescia), Valdichiana Outlet Village (in provincia di Arezzo), Sicilia Outlet Village (in provincia di Enna), Torino Outlet Village e Roma Soratte Outlet[18] Village nella Valle del Tevere.
- Atalanta, la società di calcio di cui detiene al febbraio 2022 il 38,7% delle quote dopo aver venduto la maggioranza.[19]